# Yozei
Keizer Yōzei (陽成天皇, Yōzei-tennō, 2 januari 869 – 23 oktober 949) was de 57e keizer van Japan volgens de traditionele volgorde. Hij regeerde van de 29e dag van de 11e maand van Jōgan 18 (876) tot de 4e dag van de 2e maand van Gangyō 8 (884).

## Genealogie
Voor zijn troonsbestijging was de persoonlijke naam (imina) van Yōzei, Sadaakira Shinnō (貞明親王).
Yōzei was de oudste zoon van keizer Seiwa. Zijn moeder was keizerin Fujiwara no Takakiko, die ook bekendstond als de Nijo-keizerin.
Yōzei had negen keizerlijke zonen, die allen werden geboren nadat hij was afgezet. De Genjiclan, een van de vier oude adellijke families van Japan, zou gesticht zijn door de nakomelingen van Yōzei.

## Leven
Net als zijn vader werd Yōzei al op jonge leeftijd keizer. Toen hij acht jaar oud was trad keizer Seiwa af, en werd Yōzei benoemd tot troonopvolger. In 876 werd hij officieel tot keizer gekroond, maar omdat het nieuwe keizerlijke verblijf voor hem nog niet voltooid was moest hij eerst ergens anders verblijven.
De eerste jaren van de regeerperiode van Yozei verliepen niet voorspoedig. In 877 arriveerden enkele ambassadeurs uit Baekje, maar zij werden teruggestuurd zonder met de keizer te kunnen spreken. Tevens werd dat jaar Japan getroffen door een grote droogte.
Naarmate de tijd vorderde bleek Yōzei er vreemde gewoontes op na te houden, mogelijk als gevolg van een psychische aandoening. Zo trok hij zich in zijn tienerjaren vaak alleen terug en hield ervan om levende kikkers te voeren aan slangen. Ook liet hij voor zijn plezier apen en honden vechten. De daden van Yōzei werden steeds gevaarlijker. Zo ging hij eigenhandig ter dood veroordeelde criminelen executeren en kon hij fel uithalen naar eenieder die hem tegensprak. Uiteindelijk werd aan het hof besloten dat de keizer gezien zijn toestand niet langer in staat was te regeren. Fujiwara no Mototsune, de keizerlijk regent, smeedde daarom met de Daijō Daijin en andere hoge personen aan het hof een plan om de keizer af te zetten. In 884 werd Yōzei weggelokt uit het paleis om zogenaamd een paardenrace bij te gaan wonen. In plaats daarvan werd hij afgevoerd naar het "Yo seí in"-paleis, waar hij te horen kreeg dat hij was afgezet.
Yōzei sleet de rest van zijn leven in een ander paleis, weg van de keizerlijke familie. Wel bleef zijn psychische toestand hem parten spelen. Volgens de Rikkokushi en Nihon Sandai Jitsuroku zou Yōzei een van zijn bewakers hebben vermoord; een schandaal voor het keizerlijk hof. Voor het volk was de keizer een goddelijk figuur, en dit soort daden konden die reputatie onherstelbaar beschadigen. Ook ging Yōzei geregeld alleen op jacht. Hij stierf uiteindelijk op 81-jarige leeftijd.
Yōzei’s regeerperiode valt daarmee binnen twee tijdsperiodes van de Japanse geschiedenis:
- Jōgan [ja] (859-877)
- Gangyō (877-885)

* Regent Jingu staat niet op de traditionele lijst.